# Miconia cuatrecasae
Miconia cuatrecasae är en tvåhjärtbladig växtart som beskrevs av Markgr.. Miconia cuatrecasae ingår i släktet Miconia och familjen Melastomataceae. Inga underarter finns listade i Catalogue of Life.